# NGC 2576
NGC 2576 је спирална галаксија у сазвежђу Рак која се налази на NGC листи објеката дубоког неба.
Деклинација објекта је + 25° 44' 22" а ректасцензија 8h 22m 57,8s. Привидна величина (магнитуда) објекта NGC 2576 износи 14,5 а фотографска магнитуда 15,3. NGC 2576 је још познат и под ознакама UGC 4371, MCG 4-20-41, CGCG 119-76, PGC 23512.